# Kylian Mbappé
Kylian Mbappé Lottin (Parigi, 20 dicembre 1998) è un calciatore francese, attaccante del Real Madrid e della nazionale francese, di cui è capitano e con cui è diventato campione del mondo nel 2018, vicecampione del mondo nel 2022 e ha vinto la UEFA Nations League 2020-2021.
Considerato uno dei migliori calciatori della sua generazione, esordisce come professionista nel 2015 tra le file del Monaco, con cui vince un campionato francese. Dal 2017 al 2024 ha militato nel Paris Saint-Germain, squadra della quale è il miglior marcatore di tutti i tempi e dove ha conquistato altri sei campionati, due Coppe di Lega francesi, quattro Coppe di Francia e quattro Supercoppe francesi.
Con la nazionale francese ha partecipato a due campionati mondiali, vincendone uno, due campionati europei e quattro UEFA Nations League, trionfando in un'occasione.
A livello individuale ha vinto un Golden Boy (2017), un Trofeo Kopa (2018), un Trofeo Gerd Müller (2024) e una Scarpa d'oro (2025); inoltre è stato per tre volte calciatore francese dell'anno (2018, 2019 e 2023) e per due volte calciatore dell'anno ai Globe Soccer Awards (2021 e 2024). È stato per sei volte consecutive capocannoniere della Ligue 1 (dal 2019 al 2024), nonché una volta miglior marcatore della Liga (2025). Ha altresì vinto una volta la classifica marcatori anche del campionato mondiale (2022).

Firma di Kylian Mbappé

## Biografia
Cresciuto a Bondy, nella regione francese dell'Île-de-France, Kylian è nato in una famiglia di sportivi originaria del Camerun (dal lato paterno) e dell'Algeria (per parte materna). Suo padre Wilfried, infatti, svolge il ruolo di dirigente nella squadra calcistica dell'AS Bondy, mentre sua madre Fayza è stata una professionista della pallamano ed il fratello minore Ethan è a sua volta un calciatore professionista. Anche il fratello del padre, Pierre, è dirigente sportivo del Sedan e suo fratello adottivo è l'ex calciatore Jirès Kembo Ekoko, adottato dal padre di Kylian in età adolescenziale.
Alla viglia delle elezioni legislative del 2024, ha espresso preoccupazione per il possibile successo del partito di Rassemblement National di Marine Le Pen, assieme ad altri calciatori della nazionale convocati agli europei di Germania 2024, come Ibrahima Konaté, Marcus Thuram, Jules Koundé e Ousmane Dembélé. In entrambi i turni elettorali, ha pubblicamente invitato i concittadini a votare contro l'estrema destra per impedire ai suoi candidati di essere eletti.
Nel 2024 ha acquistato, tramite la società Interconnected Ventures, l'80% delle quote del club calcistico francese del Caen.

## Caratteristiche tecniche
È un esterno offensivo, ma è anche in grado di ricoprire il ruolo di prima punta. Risulta imprevedibile nel dribbling, ed è dotato di grande velocità con palla al piede (è uno dei giocatori più veloci al mondo) tanto da raggiungere in uno sprint di 30 metri i 38 km/h. Possiede anche una buona intelligenza tattica che combinata alla sua rapidità gli consente di lasciarsi alle spalle il proprio marcatore diretto e di conseguenza essere incisivo in profondità. Inoltre risulta abile nel gioco acrobatico e molto bravo nelle finte, oltre ad essere letale nel contropiede. È considerato uno dei più grandi calciatori della sua generazione, nonché per alcuni uno dei migliori calciatori francesi di sempre.
Per il suo stile di gioco, è stato paragonato al connazionale Thierry Henry.

## Carriera

### Club

#### Gli inizi, Monaco

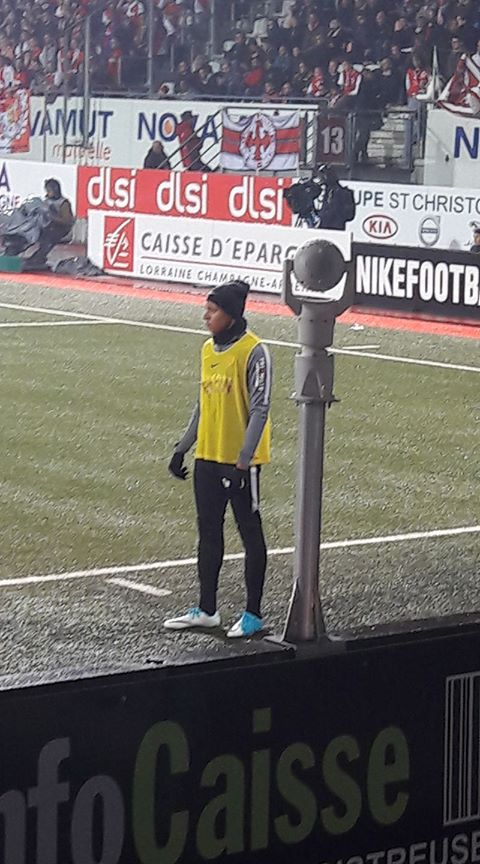
Mbappé durante un riscaldamento con il nel 2017

Dopo aver giocato nelle file dell'AS Bondy, Mbappé ha fatto parte della più importante accademia calcistica francese, l'INF Clairefontaine. Qui ha potuto attirare l'attenzione di società prestigiose, tra cui Real Madrid, Paris Saint-Germain e Monaco. Quest'ultimo club lo convince, dopo esser stato ad un passo dal Caen, ad entrare nel proprio centro di formazione giovanile di La Turbie. Con la squadra giovanile monegasca vince nel maggio del 2016 la Coppa Gambardella, battendo 3-0 in finale il Lens con una sua personale doppietta e la rete di Irvin Cardona.
Il suo debutto in Ligue 1 avviene il 2 dicembre 2015 nel pareggio interno per 1-1 contro il Caen, subentrando a Fábio Coentrão nei minuti finali. Con questa presenza stabilisce il nuovo record di giocatore più giovane a vestire la maglia del club del Principato. Il 20 febbraio 2016 sigla la sua prima rete da professionista nella vittoria per 3-1 contro il Troyes. All'età di 17 anni e 62 giorni diventa, quindi, il marcatore più giovane nella storia del Monaco, infrangendo il precedente record di Thierry Henry. Il 6 marzo seguente firma il suo primo contratto professionistico.
Nella stagione seguente viene schierato titolare nella prima giornata di campionato contro il Guingamp, durante la quale subisce un infortunio nel primo tempo e gli viene diagnosticata una concussione cerebrale. Il 27 settembre successivo disputa la prima partita in Champions League in occasione del pareggio per 1-1 contro il Bayer Leverkusen, subentrando a Tiémoué Bakayoko negli ultimi quindici minuti del secondo tempo. L'11 febbraio 2017 sigla la sua prima tripletta in Ligue 1, all'età di 18 anni e 56 giorni, nella vittoria interna per 5-0 contro il Metz, la seconda da professionista in carriera dopo quella in un 7-0 al Rennes in Coupe de la Ligue, segnata all'età di 17 anni e 359 giorni. Sempre nel mese di febbraio mette a segno la sua prima rete in Champions League, nella partita di andata persa 5-3 contro il Manchester City; segna anche nella partita di ritorno, contribuendo al 3-1 finale che garantisce alla squadra di Jardim la qualificazione ai quarti di finale.
Il 12 aprile seguente realizza la sua prima doppietta in Champions League, nell'andata dei quarti di finale contro il Borussia Dortmund al Signal Iduna Park che regala alla sua squadra la vittoria per 3-2. Segna anche nella partita di ritorno vinta 3-1 dai monegaschi, che riescono ad ottenere la qualificazione alla semifinale della medesima competizione. Malgrado l'eliminazione contro la Juventus è riuscito a segnare nella partita di ritorno allo Juventus Stadium l'unica rete per il Monaco, divenendo il più giovane giocatore a segnare in una semifinale di Champions League. Il 17 maggio 2017, assieme al Monaco, ha potuto festeggiare la vittoria del campionato nazionale, che rappresenta il suo primo titolo tra i professionisti.

#### Paris Saint-Germain

##### 2017-2020: i primi titoli e la finale di Champions League

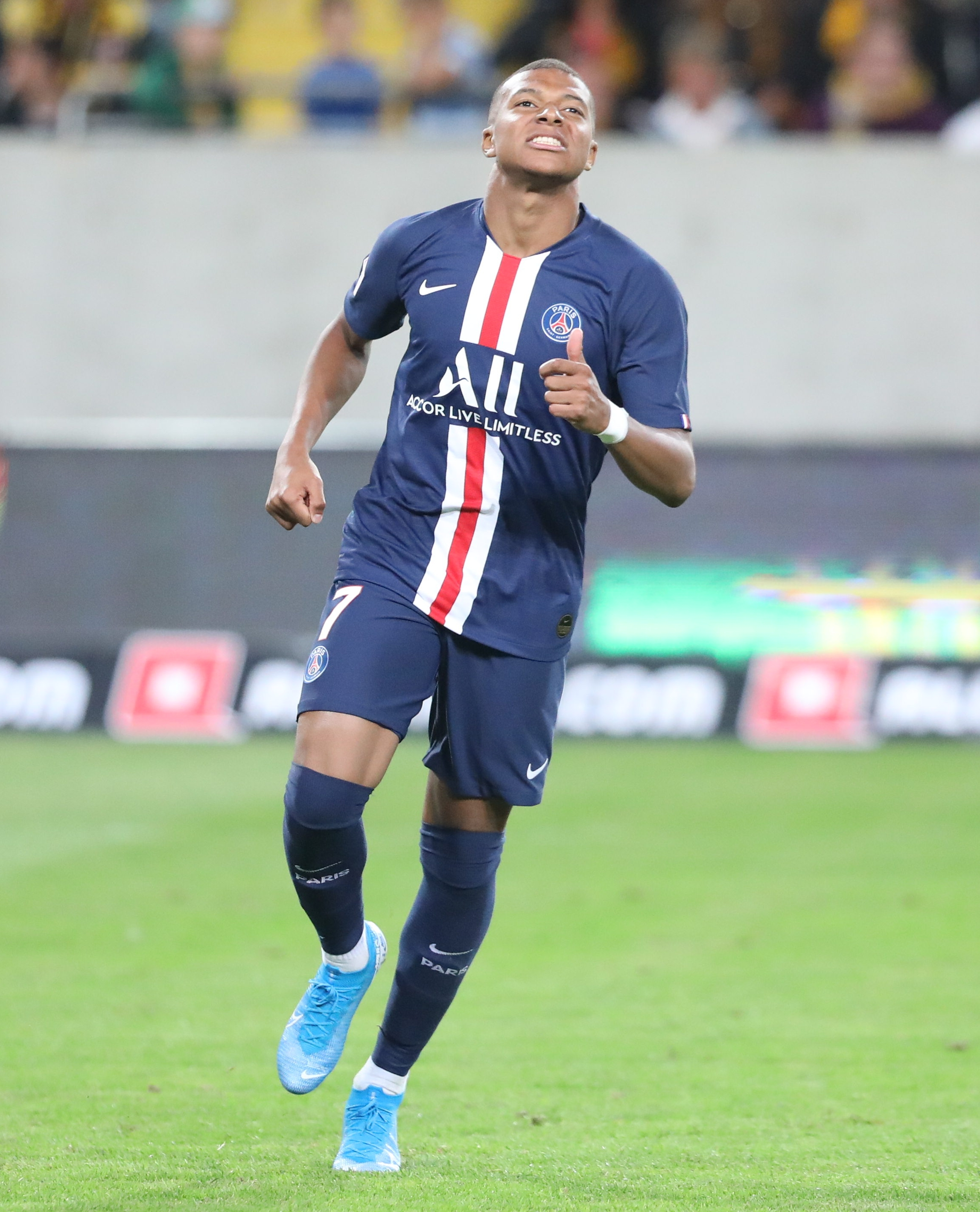
Mbappé con la maglia del durante un'amichevole nel 2019

Il 31 agosto 2017 passa in prestito al Paris Saint-Germain con diritto di riscatto per i parigini. L'accordo tra i due club per il trasferimento a titolo definitivo viene raggiunto sulla base di 145 milioni di euro più 35 milioni di bonus, cifra che fa del francese il secondo acquisto più costoso di sempre dietro al compagno di squadra Neymar. Il 9 settembre seguente, al debutto con la nuova maglia, contribuisce con un gol e un assist alla vittoria per 5-1 sul campo del Metz. Quattro giorni dopo, esordisce con un gol anche in Champions League, nella vittoria esterna per 5-0 ai danni del Celtic. Conclude la fase a gironi della massima competizione continentale con 4 gol e 3 assist. La sua esperienza in questa edizione di Champions si conclude agli ottavi a causa della sconfitta contro il Real Madrid (3-1 andata e 1-2 ritorno). Il 17 febbraio 2018 il Paris Saint-Germain batte per 5-2 lo Strasburgo e sale a quota 68 punti in classifica: per effetto di una clausola contenuta nel suo contratto d'acquisto e legata alla matematica salvezza dei parigini, il riscatto di Mbappé dal Monaco diventa obbligatorio. Il 31 marzo conquista il primo trofeo con la maglia del PSG, la Coppa di Lega, battendo in finale gli ex compagni del Monaco (3-0). Conclude la stagione vincendo anche il campionato francese e la coppa di Francia totalizzando 21 gol in 44 presenze.
Il 3 agosto 2018 aggiunge al proprio palmarès la Supercoppa di Francia, che i parigini si aggiudicano grazie alla vittoria per 4-0 sul Monaco, ex-club di Mbappé, che non prende parte al match. Il 7 ottobre 2018 segna la sua prima quaterna, nella partita di campionato contro il Lione. Termina la stagione vincendo il campionato e risultando il miglior marcatore della competizione con 33 reti realizzate; a livello internazionale, invece, risulta il secondo miglior marcatore stagionale d'Europa, dietro solo a Lionel Messi che si aggiudica la Scarpa d'oro.
Nell'annata 2019-2020 conquista un'altra Supercoppa di Francia, vinta per 2-0 ai danni del Rennes per 2-0 grazie anche ad una sua rete. Il 22 ottobre 2019, in Champions League, realizza una tripletta contro il Club Bruges, salendo a quota 15 gol nella competizione. Con queste reti diventa il più giovane giocatore della storia (20 anni e 306 giorni) a segnare 15 gol nella competizione, battendo il record di Messi, a segno in Champions League 15 volte all'età di 21 anni e 288 giorni. Inoltre eguaglia il record di Joseba Llorente, che era riuscito ad entrare a partita in corso e mettere a segno tre gol con il Villarreal nel 2008. Cinque giorni dopo segna la sua prima doppietta stagionale in campionato contro l'Olympique Marsiglia, dopo aver segnato anche contro il Nizza nel turno precedente. Il 4 marzo 2020 segna una tripletta ai danni del Lione in Coppa di Francia, partita che finisce poi 1-5 per i parigini. Dopo la sospensione della stagione calcistica francese a causa della pandemia di COVID-19, che determina la chiusura anticipata del campionato, Mbappé vince la Ligue 1 e, per la seconda volta di fila, la classifica dei marcatori con 18 reti (a pari merito con Ben Yedder). Vince poi la Coppa di Francia, anche se durante la finale contro il Saint-Étienne è costretto a uscire dal campo per un infortunio causato da un duro intervento di Loïc Perrin; l'inconveniente lo costringe a saltare la successiva finale della Coppa di Lega, vinta dai compagni. Rientrato in campo il 12 agosto 2020 nella partita di ritorno dei quarti di finale di Champions League contro l'Atalanta, disputa la semifinale del torneo e il 23 agosto 2020 anche la finale, persa per 0-1 contro il Bayern Monaco.

##### 2020-2024: altri trofei

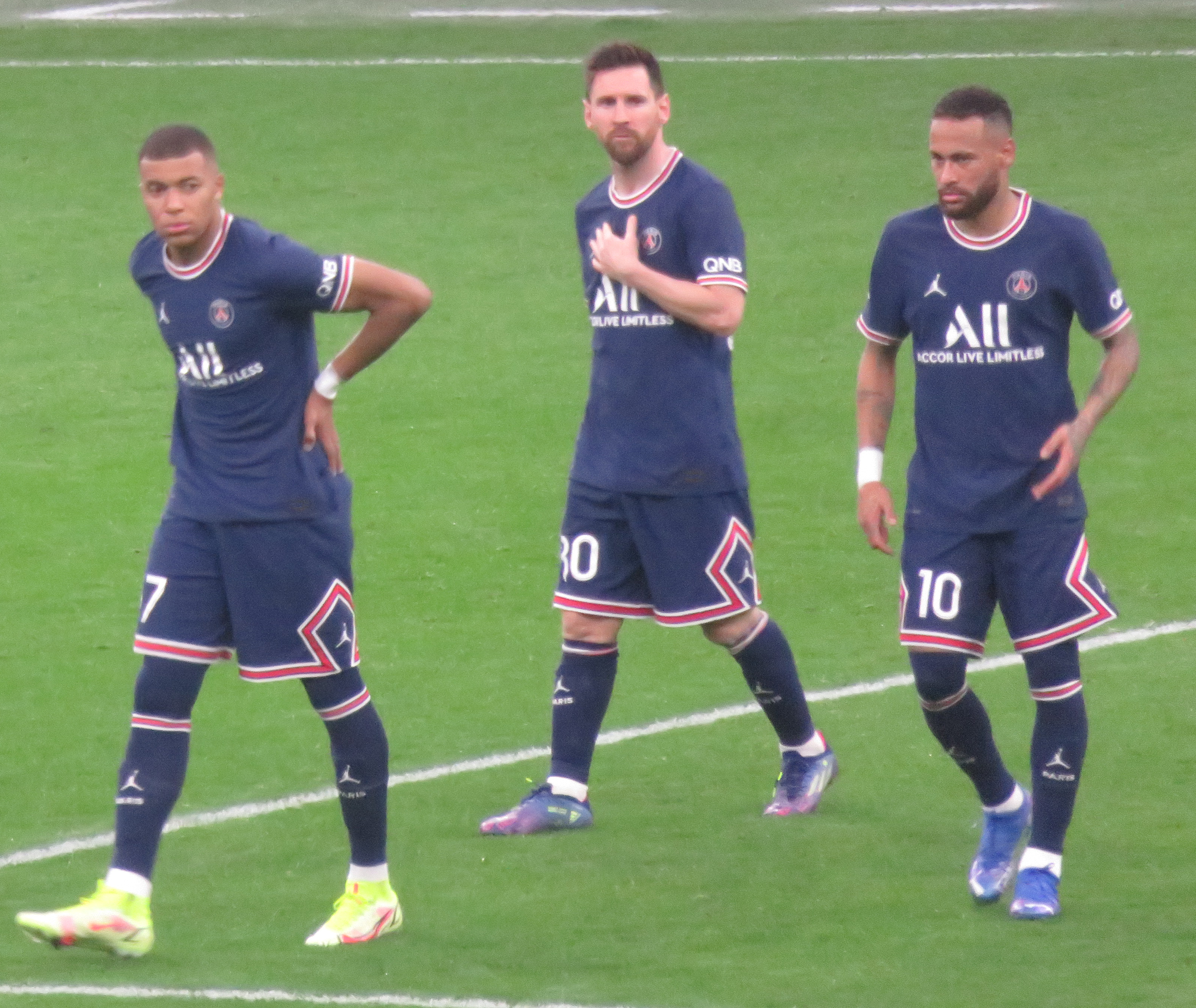
Mbappé (a sinistra) assieme a Messi e Neymar, nel 2021

Nella stagione successiva, il 5 dicembre 2020 segna, contro il Montpellier in Ligue 1, il suo centesimo gol con la maglia del PSG, divenendo uno dei cinque calciatori ad aver tagliato questo traguardo. Andando a segno due volte contro l'İstanbul Başakşehir nella fase a gironi del torneo, diventa il calciatore più giovane ad aver segnato 20 gol in UEFA Champions League. Il 16 febbraio 2021, nell'andata degli ottavi di finale del torneo, realizza una tripletta in casa del Barcellona, impresa compiuta in passato, a livello di competizione internazionale, da Faustino Asprilla e Andrij Ševčenko; il francese è però il primo a realizzarla al Camp Nou nella fase ad eliminazione diretta. Con queste tre marcature scavalca Pauleta, piazzandosi al terzo posto tra i migliori marcatori nella storia del PSG. Il 21 marzo seguente, realizzando due gol nella vittoria per 2-4 a Lione, taglia il traguardo delle 100 reti in Ligue 1 e, a 22 anni, diviene anche il calciatore più precoce a riuscirci. Chiude la stagione vincendo per la terza volta il titolo di miglior marcatore del campionato francese, grazie alle 27 reti realizzate, ma il Paris Saint-Germain non riesce a difendere il titolo nazionale, arrivando secondo dietro al Lilla. In Coppa di Francia, invece, arriva un altro successo, che si aggiunge alla Supercoppa di Francia conquistata a metà stagione ai danni dell'Olympique Marsiglia.
Nella stagione 2021-2022 vince un'altra Ligue 1 e si aggiudica la classifica marcatori del campionato francese per la quarta volta consecutiva. Chiude l'annata con 28 reti in campionato e 39 complessive, che lo fanno risultare anche come il miglior marcatore stagionale del Paris Saint-Germain. Inoltre, viene premiato per la terza volta consecutiva come miglior giocatore della Ligue 1. In UEFA Champions League 2021-2022 segna sia all'andata che al ritorno nei due incontri valevoli per gli ottavi di finale contro il Real Madrid, ma le sue reti non bastano ad evitare l'eliminazione. A fine stagione rinnova il proprio contratto coi parigini per altri tre anni, dopo essere stato a lungo accostato proprio al Real Madrid.
Il 21 agosto 2022, nella trasferta vittoriosa a Lilla (1-7), segna il gol di apertura dopo 8 secondi, realizzando la rete più veloce nella storia della Ligue 1 e l'11 ottobre segna il 31º gol nelle competizioni europee con la maglia dei parigini, superando il precedente record di Edinson Cavani. Il 23 gennaio 2023 realizza cinque reti in Coppa di Francia contro il Pays de Cassel, divenendo l'unico calciatore del PSG a siglare cinque marcature in un match ufficiale. Il 26 febbraio seguente, nella vittoriosa trasferta sul campo del Marsiglia (0-3), è autore di due gol, che gli permettono di raggiungere Edinson Cavani (a 200 centri) in cima alla classifica dei marcatori di tutti i tempi del club parigino; mentre la settimana successiva segna la rete del definitivo 4-2 nella vittoria casalinga contro il Nantes, che gli permette di superare definitivamente Cavani. A fine stagione si laurea nuovamente campione di Francia, mentre in Champions la sua squadra viene eliminata agli ottavi dal Bayern Monaco.
Il 10 maggio 2024, annuncia il proprio addio al club francese al termine della stagione, alla scadenza naturale del proprio contratto.

#### Real Madrid
Il 3 giugno 2024, il Real Madrid annuncia ufficialmente l'ingaggio a parametro zero di Mbappé a partire dal 1º luglio successivo; contestualmente, l'attaccante firma un contratto valido fino al 30 giugno 2029 con il club spagnolo. Il 14 agosto 2024 fa il suo esordio ufficiale con i Blancos nella vittoriosa finale di Supercoppa UEFA contro l'Atalanta, siglando nell'occasione il suo primo gol con i madrileni, che fissa il risultato definitivo sul 2-0. Il 1º settembre realizza invece le sue prime due reti in campionato, decidendo l'incontro vinto contro il Betis. Il 25 gennaio 2025 mette a segno la sua prima tripletta con la maglia dei Blancos nella vittoria esterna 3-0 a Valladolid, cui fa seguito quella a febbraio in Champions League, nell'incontro vinto per 3-1 contro il Manchester City. Il 26 aprile 2025, in virtù del gol segnato contro il Barcellona nella finale della Copa del Rey, stabilisce il nuovo record di gol stagionali in una stagione d'esordio coi Blancos, superando Cristiano Ronaldo.

### Nazionale

#### Nazionali giovanili
Mbappé viene convocato nella Francia under 19 per il campionato europeo di categoria del 2016. In questa competizione mette a segno la sua prima rete nella seconda partita della fase a gironi vinta 2-0 contro la Croazia. Nella partita successiva sigla una doppietta ai danni dei Paesi Bassi, consentendo ai transalpini di superare la fase a gironi. Nella semifinale contro il Portogallo, conclusa con il risultato di 3-1, sigla un assist e due gol. Il 24 luglio successivo conquista la manifestazione sconfiggendo in finale l'Italia per 4-0. Mbappé, con cinque reti in cinque partite, si classifica secondo nella graduatoria dei marcatori del torneo alle spalle del connazionale Jean-Kévin Augustin.

#### Nazionale maggiore

##### 2017-2018: la vittoria del campionato del mondo

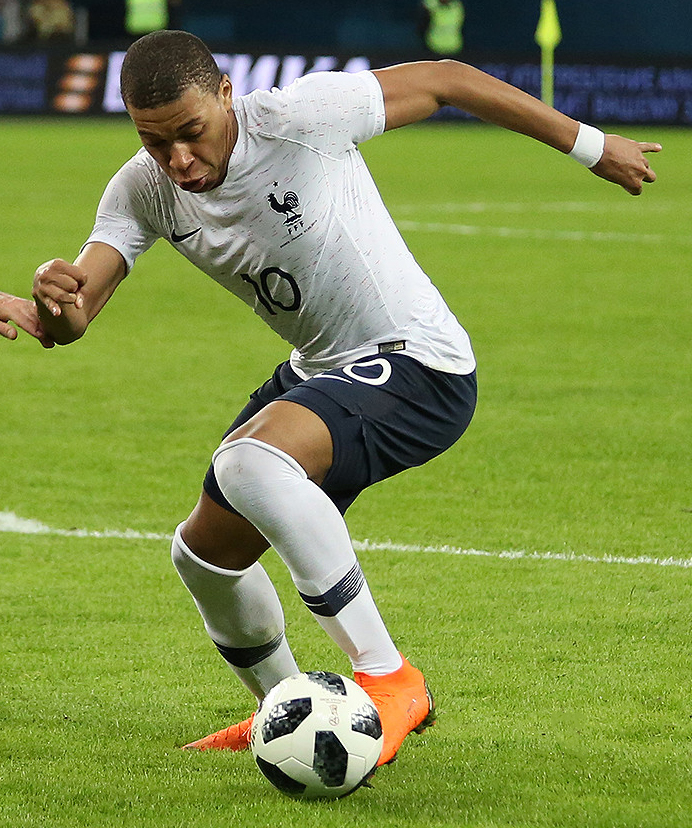
Mbappé in azione con la nazionale francese in un'amichevole contro la del 2018

Nel marzo 2017 viene convocato per la prima volta nella nazionale maggiore dal CT transalpino Didier Deschamps, per la sfida valida per le qualificazioni al campionato del mondo 2018 contro il Lussemburgo e l'amichevole contro la Spagna, rispettivamente il 25 e il 28 marzo. Esordisce in nazionale proprio contro i lussemburghesi, subentrando a Dimitri Payet al 78'. La prima rete arriva il 31 agosto 2017 nella partita delle qualificazioni mondiali contro i Paesi Bassi.
Convocato per la fase finale del campionato del mondo di Russia, mette a segno il gol decisivo nella seconda partita della nazionale transalpina, vinta per 1-0 sul Perù. Il 30 giugno segna due gol nell'ottavo di finale vinto dalla Francia contro l'Argentina con il punteggio di 4-3, oltre a essersi guadagnato il rigore dell'1-0 segnato da Antoine Griezmann. Segna anche nella finale di Mosca, diventando il secondo teenager, dopo Pelé, a segnare un gol in una finale del campionato del mondo. La Francia vince 4-2 sulla Croazia, laureandosi così campione del mondo. Al termine della competizione viene inoltre nominato miglior giovane del torneo. La partecipazione vittoriosa al Mondiale gli ha permesso di guadagnare dalla federazione la somma di 500 000 euro in premi, che ha deciso di donare in beneficenza.

##### 2018-2021: la vittoria della Nations League

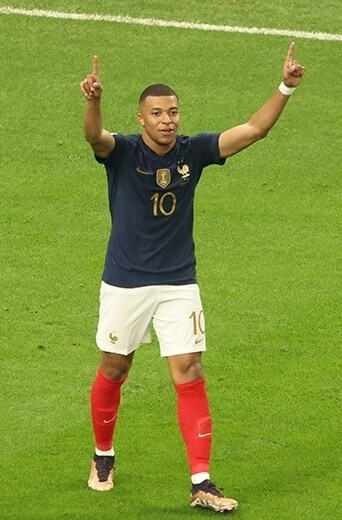
Mbappé festeggia la rete segnata contro l' al

Dopo aver partecipato alle qualificazioni al campionato europeo ed essere risultato decisivo per la qualificazione della Francia alla fase finale della UEFA Nations League 2020-2021, il 18 maggio 2021 Mbappé viene convocato in nazionale per il campionato europeo 2020. Il 28 giugno la Francia affronta la Svizzera negli ottavi di finale. Dopo un 3-3 protrattosi fino alla fine dei tempi supplementari, la partita prosegue con i tiri di rigore; Mbappé fallisce il quinto decisivo tentativo di trasformazione dal dischetto, causando l'eliminazione della Francia dal torneo. Inoltre il giocatore non riesce a segnare in nessuna delle quattro partite della competizione.
Convocato anche per la final four della Nations League nell'ottobre 2021, va a segno nella semifinale contro il Belgio (che la Francia vince in rimonta per 3-2) e realizza il gol del definitivo 2-1 in finale contro la Spagna, che consente alla nazionale francese di aggiudicarsi il trofeo.

##### 2021-2022: la finale del campionato mondiale 2022
Il 13 novembre 2021, in occasione del successo per 8-0 contro il Kazakistan nelle qualificazioni al campionato del mondo 2022, realizza una quaterna, diventando il primo a farlo con la nazionale francese dopo Just Fontaine, autore di quattro gol nel 1958. Dopo aver contribuito con un altro gol nelle eliminatorie di Qatar 2022, nella fase finale contribuisce con un gol e un assist al successo per 4-1 contro l'Australia, poi realizza una doppietta nel successo per 2-1 contro la Danimarca e altri due gol nel successo per 3-1 contro la Polonia agli ottavi di finale. Non va a segno né ai quarti di finale né in semifinale, ma è autore di una tripletta nella finale contro l'Argentina. Soltanto l'inglese Geoff Hurst al campionato del mondo 1966 era riuscito a segnare tre reti in una finale del campionato del mondo. La sfida, terminata 3-3 dopo i tempi supplementari, vede tutte le reti dei transalpini realizzate da Mbappé, che segna anche il primo tiro di rigore, serie nella quale la Francia è superata per 2-4. A fine torneo si aggiudica il Pallone d'argento come secondo miglior giocatore della manifestazione e la Scarpa d'oro come miglior marcatore, grazie alle 8 reti realizzate.

##### 2023-: la fascia di capitano
Il 21 marzo 2023, viene resa ufficiale la decisione del CT Deschamps, in seguito anche all'addio alla nazionale di Hugo Lloris, di cedere a Mbappé la fascia di capitano dei Bleus, con cui tre giorni dopo scende in campo da titolare mettendo a segno una doppietta nella partita casalinga vinta per 4-0 contro i Paesi Bassi valida per le qualificazioni al campionato d'Europa 2024. Nella gara di ritorno contro gli olandesi Mbappé realizza un'altra doppietta, decidendo così la sfida (vinta 1-2 dai suoi) e superando Michel Platini e salendo al quarto posto nella classifica marcatori della nazionale francese.
Il 16 maggio 2024 viene inserito nella lista dei convocati per gli europei in Germania. Nel corso del torneo, conclusosi con la sconfitta in semifinale contro la Spagna per i transalpini (2-1), realizza un solo gol nel pareggio per 1-1 ai gironi contro la Polonia, fornendo nel complesso un rendimento al di sotto delle aspettative. Nel 2025 partecipa alla fase finale della UEFA Nations League 2024-2025, segnando due reti: la prima nella semifinale persa 5-4 con la Spagna (il momentaneo 4-1 degli iberici), la seconda nella vittoriosa finale per il terzo posto con la Germania (il momentaneo 1-0, poi conclusa 2-0).

## Statistiche

### Presenze e reti nei club
Statistiche aggiornate al 19 agosto 2025.
| Stagione                   | Squadra                    | Campionato                 | Campionato | Campionato | Coppe nazionali | Coppe nazionali | Coppe nazionali | Coppe continentali | Coppe continentali | Coppe continentali | Altre coppe   | Altre coppe | Altre coppe | Totale | Totale |
| Stagione                   | Squadra                    | Comp                       | Pres       | Reti       | Comp            | Pres            | Reti            | Comp               | Pres               | Reti               | Comp          | Pres        | Reti        | Pres   | Reti   |
| -------------------------- | -------------------------- | -------------------------- | ---------- | ---------- | --------------- | --------------- | --------------- | ------------------ | ------------------ | ------------------ | ------------- | ----------- | ----------- | ------ | ------ |
| 2015-2016                  | Monaco 2                   | CFA                        | 10         | 2          |                 | -               | -               |                    | -                  | -                  | -             | -           | -           | 10     | 2      |
| 2015-2016                  | Monaco                     | L1                         | 11         | 1          | CF+CdL          | 1+1             | 0               | UEL                | 1                  | 0                  | -             | -           | -           | 14     | 1      |
| 2016-2017                  | Monaco 2                   | CFA                        | 2          | 2          |                 | -               | -               |                    | -                  | -                  | -             | -           | -           | 2      | 2      |
| Totale Monaco 2            | Totale Monaco 2            | Totale Monaco 2            | 12         | 4          |                 | -               | -               |                    | -                  | -                  |               | -           | -           | 12     | 4      |
| 2016-2017                  | Monaco                     | L1                         | 29         | 15         | CF+CdL          | 3+3             | 2+3             | UCL                | 9                  | 6                  | -             | -           | -           | 44     | 26     |
| ago. 2017                  | Monaco                     | L1                         | 1          | 0          | CF+CdL          | 0               | 0               | UCL                | 0                  | 0                  | SF            | 1           | 0           | 2      | 0      |
| Totale Monaco              | Totale Monaco              | Totale Monaco              | 41         | 16         |                 | 4+4             | 2+3             |                    | 10                 | 6                  |               | 1           | 0           | 60     | 27     |
| 2017-2018                  | Paris Saint-Germain        | L1                         | 27         | 13         | CF+CdL          | 5+4             | 4+0             | UCL                | 8                  | 4                  | SF            | 0           | 0           | 44     | 21     |
| 2018-2019                  | Paris Saint-Germain        | L1                         | 29         | 33         | CF+CdL          | 4+2             | 2+0             | UCL                | 8                  | 4                  | SF            | 0           | 0           | 43     | 39     |
| 2019-2020                  | Paris Saint-Germain        | L1                         | 20         | 18         | CF+CdL          | 3+3             | 4+2             | UCL                | 10                 | 5                  | SF            | 1           | 1           | 37     | 30     |
| 2020-2021                  | Paris Saint-Germain        | L1                         | 31         | 27         | CF              | 5               | 7               | UCL                | 10                 | 8                  | SF            | 1           | 0           | 47     | 42     |
| 2021-2022                  | Paris Saint-Germain        | L1                         | 35         | 28         | CF              | 3               | 5               | UCL                | 8                  | 6                  | SF            | 0           | 0           | 46     | 39     |
| 2022-2023                  | Paris Saint-Germain        | L1                         | 34         | 29         | CF              | 1               | 5               | UCL                | 8                  | 7                  | SF            | 0           | 0           | 43     | 41     |
| 2023-2024                  | Paris Saint-Germain        | L1                         | 29         | 27         | CF              | 6               | 8               | UCL                | 12                 | 8                  | SF            | 1           | 1           | 48     | 44     |
| Totale Paris Saint-Germain | Totale Paris Saint-Germain | Totale Paris Saint-Germain | 205        | 175        |                 | 27+9            | 35+2            |                    | 64                 | 42                 |               | 3           | 2           | 308    | 256    |
| 2024-2025                  | Real Madrid                | PD                         | 34         | 31         | CR              | 4               | 2               | UCL                | 14                 | 7                  | SU+SS+Cmc+CiF | 1+2+3+1     | 1+1+1+1     | 59     | 44     |
| 2025-2026                  | Real Madrid                | PD                         | 1          | 1          | CR              | 0               | 0               | UCL                | 0                  | 0                  | SS            | 0           | 0           | 1      | 1      |
| Totale Real Madrid         | Totale Real Madrid         | Totale Real Madrid         | 35         | 32         |                 | 4               | 2               |                    | 14                 | 7                  |               | 7           | 4           | 60     | 45     |
| Totale carriera            | Totale carriera            | Totale carriera            | 293        | 227        |                 | 48              | 44              |                    | 88                 | 55                 |               | 11          | 6           | 440    | 332    |

### Cronologia presenze e reti in nazionale
| Cronologia completa delle presenze e delle reti in nazionale ― Francia | Cronologia completa delle presenze e delle reti in nazionale ― Francia | Cronologia completa delle presenze e delle reti in nazionale ― Francia | Cronologia completa delle presenze e delle reti in nazionale ― Francia | Cronologia completa delle presenze e delle reti in nazionale ― Francia | Cronologia completa delle presenze e delle reti in nazionale ― Francia | Cronologia completa delle presenze e delle reti in nazionale ― Francia | Cronologia completa delle presenze e delle reti in nazionale ― Francia |
| Data                                                                   | Città                                                                  | In casa                                                                | Risultato                                                              | Ospiti                                                                 | Competizione                                                           | Reti                                                                   | Note                                                                   |
| ---------------------------------------------------------------------- | ---------------------------------------------------------------------- | ---------------------------------------------------------------------- | ---------------------------------------------------------------------- | ---------------------------------------------------------------------- | ---------------------------------------------------------------------- | ---------------------------------------------------------------------- | ---------------------------------------------------------------------- |
| 25-3-2017                                                              | Lussemburgo                                                            | Lussemburgo                                                            | 1 – 3                                                                  | Francia                                                                | Qual. Mondiali 2018                                                    | -                                                                      | 78’                                                                    |
| 28-3-2017                                                              | Saint-Denis                                                            | Francia                                                                | 0 – 2                                                                  | Spagna                                                                 | Amichevole                                                             | -                                                                      | 65’                                                                    |
| 9-6-2017                                                               | Solna                                                                  | Svezia                                                                 | 2 – 1                                                                  | Francia                                                                | Qual. Mondiali 2018                                                    | -                                                                      | 76’                                                                    |
| 13-6-2017                                                              | Saint-Denis                                                            | Francia                                                                | 3 – 2                                                                  | Inghilterra                                                            | Amichevole                                                             | -                                                                      |                                                                        |
| 31-8-2017                                                              | Saint-Denis                                                            | Francia                                                                | 4 – 0                                                                  | Paesi Bassi                                                            | Qual. Mondiali 2018                                                    | 1                                                                      | 75’                                                                    |
| 3-9-2017                                                               | Tolosa                                                                 | Francia                                                                | 0 – 0                                                                  | Lussemburgo                                                            | Qual. Mondiali 2018                                                    | -                                                                      | 59’                                                                    |
| 7-10-2017                                                              | Sofia                                                                  | Bulgaria                                                               | 0 – 1                                                                  | Francia                                                                | Qual. Mondiali 2018                                                    | -                                                                      | 85’                                                                    |
| 10-10-2017                                                             | Saint-Denis                                                            | Francia                                                                | 2 – 1                                                                  | Bielorussia                                                            | Qual. Mondiali 2018                                                    | -                                                                      | 61’                                                                    |
| 10-11-2017                                                             | Saint-Denis                                                            | Francia                                                                | 2 – 0                                                                  | Galles                                                                 | Amichevole                                                             | -                                                                      | 84’                                                                    |
| 14-11-2017                                                             | Colonia                                                                | Germania                                                               | 2 – 2                                                                  | Francia                                                                | Amichevole                                                             | -                                                                      |                                                                        |
| 23-3-2018                                                              | Saint-Denis                                                            | Francia                                                                | 2 – 3                                                                  | Colombia                                                               | Amichevole                                                             | -                                                                      | 76’                                                                    |
| 27-3-2018                                                              | San Pietroburgo                                                        | Russia                                                                 | 1 – 3                                                                  | Francia                                                                | Amichevole                                                             | 2                                                                      | 77’                                                                    |
| 28-5-2018                                                              | Saint-Denis                                                            | Francia                                                                | 2 – 0                                                                  | Irlanda                                                                | Amichevole                                                             | -                                                                      | 77’                                                                    |
| 1-6-2018                                                               | Nizza                                                                  | Francia                                                                | 3 – 1                                                                  | Italia                                                                 | Amichevole                                                             | -                                                                      | 82’                                                                    |
| 9-6-2018                                                               | Lione                                                                  | Francia                                                                | 1 – 1                                                                  | Stati Uniti                                                            | Amichevole                                                             | 1                                                                      | 88’                                                                    |
| 16-6-2018                                                              | Kazan'                                                                 | Francia                                                                | 2 – 1                                                                  | Australia                                                              | Mondiali 2018 - 1º turno                                               | -                                                                      |                                                                        |
| 21-6-2018                                                              | Ekaterinburg                                                           | Francia                                                                | 1 – 0                                                                  | Perù                                                                   | Mondiali 2018 - 1º turno                                               | 1                                                                      | 75’                                                                    |
| 26-6-2018                                                              | Mosca                                                                  | Danimarca                                                              | 0 – 0                                                                  | Francia                                                                | Mondiali 2018 - 1º turno                                               | -                                                                      | 78’                                                                    |
| 30-6-2018                                                              | Kazan'                                                                 | Francia                                                                | 4 – 3                                                                  | Argentina                                                              | Mondiali 2018 - Ottavi di finale                                       | 2                                                                      | 89’                                                                    |
| 6-7-2018                                                               | Nižnij Novgorod                                                        | Uruguay                                                                | 0 – 2                                                                  | Francia                                                                | Mondiali 2018 - Quarti di finale                                       | -                                                                      | 69’ 87’                                                                |
| 10-7-2018                                                              | San Pietroburgo                                                        | Francia                                                                | 1 – 0                                                                  | Belgio                                                                 | Mondiali 2018 - Semifinale                                             | -                                                                      | 90+2’                                                                  |
| 15-7-2018                                                              | Mosca                                                                  | Francia                                                                | 4 – 2                                                                  | Croazia                                                                | Mondiali 2018 - Finale                                                 | 1                                                                      |                                                                        |
| 6-9-2018                                                               | Monaco di Baviera                                                      | Germania                                                               | 0 – 0                                                                  | Francia                                                                | UEFA Nations League 2018-2019 - 1º turno                               | -                                                                      |                                                                        |
| 9-9-2018                                                               | Parigi                                                                 | Francia                                                                | 2 – 1                                                                  | Paesi Bassi                                                            | UEFA Nations League 2018-2019 - 1º turno                               | 1                                                                      |                                                                        |
| 11-10-2018                                                             | Guingamp                                                               | Francia                                                                | 2 – 2                                                                  | Islanda                                                                | Amichevole                                                             | 1                                                                      | 60’                                                                    |
| 16-10-2018                                                             | Saint-Denis                                                            | Francia                                                                | 2 – 1                                                                  | Germania                                                               | UEFA Nations League 2018-2019 - 1º turno                               | -                                                                      | 86’                                                                    |
| 16-11-2018                                                             | Rotterdam                                                              | Paesi Bassi                                                            | 2 – 0                                                                  | Francia                                                                | UEFA Nations League 2018-2019 - 1º turno                               | -                                                                      |                                                                        |
| 20-11-2018                                                             | Saint-Denis                                                            | Francia                                                                | 1 – 0                                                                  | Uruguay                                                                | Amichevole                                                             | -                                                                      | 36’                                                                    |
| 22-3-2019                                                              | Chișinău                                                               | Moldavia                                                               | 1 – 4                                                                  | Francia                                                                | Qual. Euro 2020                                                        | 1                                                                      | 90+1’                                                                  |
| 25-3-2019                                                              | Saint-Denis                                                            | Francia                                                                | 4 – 0                                                                  | Islanda                                                                | Qual. Euro 2020                                                        | 1                                                                      |                                                                        |
| 4-6-2019                                                               | Nantes                                                                 | Francia                                                                | 2 – 0                                                                  | Bolivia                                                                | Amichevole                                                             | -                                                                      | 46’                                                                    |
| 8-6-2019                                                               | Konya                                                                  | Turchia                                                                | 2 – 0                                                                  | Francia                                                                | Qual. Euro 2020                                                        | -                                                                      |                                                                        |
| 11-6-2019                                                              | Andorra la Vella                                                       | Andorra                                                                | 0 – 4                                                                  | Francia                                                                | Qual. Euro 2020                                                        | 1                                                                      |                                                                        |
| 14-11-2019                                                             | Saint-Denis                                                            | Francia                                                                | 2 – 1                                                                  | Moldavia                                                               | Qual. Euro 2020                                                        | -                                                                      |                                                                        |
| 5-9-2020                                                               | Solna                                                                  | Svezia                                                                 | 0 – 1                                                                  | Francia                                                                | UEFA Nations League 2020-2021 - 1º turno                               | 1                                                                      | 77’                                                                    |
| 7-10-2020                                                              | Saint-Denis                                                            | Francia                                                                | 7 – 1                                                                  | Ucraina                                                                | Amichevole                                                             | 1                                                                      | 46’                                                                    |
| 11-10-2020                                                             | Saint-Denis                                                            | Francia                                                                | 0 – 0                                                                  | Portogallo                                                             | UEFA Nations League 2020-2021 - 1º turno                               | -                                                                      | 84’                                                                    |
| 14-10-2020                                                             | Zagabria                                                               | Croazia                                                                | 1 – 2                                                                  | Francia                                                                | UEFA Nations League 2020-2021 - 1º turno                               | 1                                                                      |                                                                        |
| 17-11-2020                                                             | Saint-Denis                                                            | Francia                                                                | 4 – 2                                                                  | Svezia                                                                 | UEFA Nations League 2020-2021 - 1º turno                               | -                                                                      | 57’                                                                    |
| 24-3-2021                                                              | Saint-Denis                                                            | Francia                                                                | 1 – 1                                                                  | Ucraina                                                                | Qual. Mondiali 2022                                                    | -                                                                      | 77’                                                                    |
| 28-3-2021                                                              | Astana                                                                 | Kazakistan                                                             | 0 – 2                                                                  | Francia                                                                | Qual. Mondiali 2022                                                    | -                                                                      | 59’                                                                    |
| 31-3-2021                                                              | Sarajevo                                                               | Bosnia ed Erzegovina                                                   | 0 – 1                                                                  | Francia                                                                | Qual. Mondiali 2022                                                    | -                                                                      |                                                                        |
| 2-6-2021                                                               | Nizza                                                                  | Francia                                                                | 3 – 0                                                                  | Galles                                                                 | Amichevole                                                             | 1                                                                      | 73’                                                                    |
| 8-6-2021                                                               | Saint-Denis                                                            | Francia                                                                | 3 – 0                                                                  | Bulgaria                                                               | Amichevole                                                             | -                                                                      | 84’                                                                    |
| 15-6-2021                                                              | Monaco di Baviera                                                      | Francia                                                                | 1 – 0                                                                  | Germania                                                               | Euro 2020 - 1º turno                                                   | -                                                                      |                                                                        |
| 19-6-2021                                                              | Budapest                                                               | Ungheria                                                               | 1 – 1                                                                  | Francia                                                                | Euro 2020 - 1º turno                                                   | -                                                                      |                                                                        |
| 23-6-2021                                                              | Budapest                                                               | Portogallo                                                             | 2 – 2                                                                  | Francia                                                                | Euro 2020 - 1º turno                                                   | -                                                                      |                                                                        |
| 28-6-2021                                                              | Bucarest                                                               | Francia                                                                | 3 – 3 dts (4 – 5 dtr)                                                  | Svizzera                                                               | Euro 2020 - Ottavi di finale                                           | -                                                                      |                                                                        |
| 1-9-2021                                                               | Saint-Denis                                                            | Francia                                                                | 1 – 1                                                                  | Bosnia ed Erzegovina                                                   | Qual. Mondiali 2022                                                    | -                                                                      | 76’                                                                    |
| 7-10-2021                                                              | Torino                                                                 | Belgio                                                                 | 2 – 3                                                                  | Francia                                                                | UEFA Nations League 2020-2021 - Semifinale                             | 1                                                                      |                                                                        |
| 10-10-2021                                                             | Milano                                                                 | Spagna                                                                 | 1 – 2                                                                  | Francia                                                                | UEFA Nations League 2020-2021 - Finale                                 | 1                                                                      | 90’                                                                    |
| 13-11-2021                                                             | Parigi                                                                 | Francia                                                                | 8 – 0                                                                  | Kazakistan                                                             | Qual. Mondiali 2022                                                    | 4                                                                      | 89’                                                                    |
| 16-11-2021                                                             | Helsinki                                                               | Finlandia                                                              | 0 – 2                                                                  | Francia                                                                | Qual. Mondiali 2022                                                    | 1                                                                      |                                                                        |
| 29-3-2022                                                              | Villeneuve-d'Ascq                                                      | Francia                                                                | 5 – 0                                                                  | Sudafrica                                                              | Amichevole                                                             | 2                                                                      |                                                                        |
| 3-6-2022                                                               | Saint-Denis                                                            | Francia                                                                | 1 – 2                                                                  | Danimarca                                                              | UEFA Nations League 2022-2023 - 1º turno                               | -                                                                      | 46’                                                                    |
| 10-6-2022                                                              | Vienna                                                                 | Austria                                                                | 1 – 1                                                                  | Francia                                                                | UEFA Nations League 2022-2023 - 1º turno                               | 1                                                                      | 63’                                                                    |
| 13-6-2022                                                              | Saint-Denis                                                            | Francia                                                                | 0 – 1                                                                  | Croazia                                                                | UEFA Nations League 2022-2023 - 1º turno                               | -                                                                      |                                                                        |
| 22-9-2022                                                              | Saint-Denis                                                            | Francia                                                                | 2 – 0                                                                  | Austria                                                                | UEFA Nations League 2022-2023 - 1º turno                               | 1                                                                      | 90+2’                                                                  |
| 25-9-2022                                                              | Copenaghen                                                             | Danimarca                                                              | 2 – 0                                                                  | Francia                                                                | UEFA Nations League 2022-2023 - 1º turno                               | -                                                                      |                                                                        |
| 22-11-2022                                                             | Al Wakrah                                                              | Francia                                                                | 4 – 1                                                                  | Australia                                                              | Mondiali 2022 - 1º turno                                               | 1                                                                      |                                                                        |
| 26-11-2022                                                             | Doha                                                                   | Francia                                                                | 2 – 1                                                                  | Danimarca                                                              | Mondiali 2022 - 1º turno                                               | 2                                                                      |                                                                        |
| 30-11-2022                                                             | Al Rayyan                                                              | Tunisia                                                                | 1 – 0                                                                  | Francia                                                                | Mondiali 2022 - 1º turno                                               | -                                                                      | 63’                                                                    |
| 4-12-2022                                                              | Doha                                                                   | Francia                                                                | 3 – 1                                                                  | Polonia                                                                | Mondiali 2022 - Ottavi di finale                                       | 2                                                                      |                                                                        |
| 10-12-2022                                                             | Al Khor                                                                | Inghilterra                                                            | 1 – 2                                                                  | Francia                                                                | Mondiali 2022 - Quarti di finale                                       | -                                                                      |                                                                        |
| 14-12-2022                                                             | Al Khor                                                                | Francia                                                                | 2 – 0                                                                  | Marocco                                                                | Mondiali 2022 - Semifinale                                             | -                                                                      |                                                                        |
| 18-12-2022                                                             | Lusail                                                                 | Argentina                                                              | 3 – 3 dts (4 – 2 dtr)                                                  | Francia                                                                | Mondiali 2022 - Finale                                                 | 3                                                                      |                                                                        |
| 24-3-2023                                                              | Saint-Denis                                                            | Francia                                                                | 4 – 0                                                                  | Paesi Bassi                                                            | Qual. Euro 2024                                                        | 2                                                                      | cap.                                                                   |
| 27-3-2023                                                              | Dublino                                                                | Irlanda                                                                | 0 – 1                                                                  | Francia                                                                | Qual. Euro 2024                                                        | -                                                                      | cap.                                                                   |
| 16-6-2023                                                              | Faro                                                                   | Gibilterra                                                             | 0 – 3                                                                  | Francia                                                                | Qual. Euro 2024                                                        | 1                                                                      | cap.                                                                   |
| 19-6-2023                                                              | Saint-Denis                                                            | Francia                                                                | 1 – 0                                                                  | Grecia                                                                 | Qual. Euro 2024                                                        | 1                                                                      | cap.                                                                   |
| 7-9-2023                                                               | Parigi                                                                 | Francia                                                                | 2 – 0                                                                  | Irlanda                                                                | Qual. Euro 2024                                                        | -                                                                      | cap.                                                                   |
| 13-10-2023                                                             | Eindhoven                                                              | Paesi Bassi                                                            | 1 – 2                                                                  | Francia                                                                | Qual. Euro 2024                                                        | 2                                                                      | cap. 90+6’                                                             |
| 17-10-2023                                                             | Villeneuve-d'Ascq                                                      | Francia                                                                | 4 – 1                                                                  | Scozia                                                                 | Amichevole                                                             | 1                                                                      | cap. 87’                                                               |
| 18-11-2023                                                             | Nizza                                                                  | Francia                                                                | 14 – 0                                                                 | Gibilterra                                                             | Qual. Euro 2024                                                        | 3                                                                      | cap.                                                                   |
| 21-11-2023                                                             | Atene                                                                  | Grecia                                                                 | 2 – 2                                                                  | Francia                                                                | Qual. Euro 2024                                                        | -                                                                      | 64’                                                                    |
| 23-3-2024                                                              | Lione                                                                  | Francia                                                                | 0 – 2                                                                  | Germania                                                               | Amichevole                                                             | -                                                                      | cap. 68’                                                               |
| 26-3-2024                                                              | Marsiglia                                                              | Francia                                                                | 3 – 2                                                                  | Cile                                                                   | Amichevole                                                             | -                                                                      | cap.                                                                   |
| 5-6-2024                                                               | Metz                                                                   | Francia                                                                | 3 – 0                                                                  | Lussemburgo                                                            | Amichevole                                                             | 1                                                                      | cap.                                                                   |
| 9-6-2024                                                               | Bordeaux                                                               | Francia                                                                | 0 – 0                                                                  | Canada                                                                 | Amichevole                                                             | -                                                                      | 74’                                                                    |
| 17-6-2024                                                              | Düsseldorf                                                             | Austria                                                                | 0 – 1                                                                  | Francia                                                                | Euro 2024 - 1º turno                                                   | -                                                                      | cap. 90’                                                               |
| 25-6-2024                                                              | Dortmund                                                               | Francia                                                                | 1 – 1                                                                  | Polonia                                                                | Euro 2024 - 1º turno                                                   | 1                                                                      | cap.                                                                   |
| 1-7-2024                                                               | Düsseldorf                                                             | Francia                                                                | 1 – 0                                                                  | Belgio                                                                 | Euro 2024 - Ottavi di finale                                           | -                                                                      | cap.                                                                   |
| 5-7-2024                                                               | Amburgo                                                                | Portogallo                                                             | 0 – 0 dts (3 – 5 dtr)                                                  | Francia                                                                | Euro 2024 - Quarti di finale                                           | -                                                                      | cap. 106’                                                              |
| 9-7-2024                                                               | Monaco di Baviera                                                      | Spagna                                                                 | 2 – 1                                                                  | Francia                                                                | Euro 2024 - Semifinale                                                 | -                                                                      | cap.                                                                   |
| 6-9-2024                                                               | Parigi                                                                 | Francia                                                                | 1 – 3                                                                  | Italia                                                                 | UEFA Nations League 2024-2025 - 1º turno                               | -                                                                      | cap.                                                                   |
| 9-9-2024                                                               | Lione                                                                  | Francia                                                                | 2 – 0                                                                  | Belgio                                                                 | UEFA Nations League 2024-2025 - 1º turno                               | -                                                                      | 67’                                                                    |
| 20-3-2025                                                              | Spalato                                                                | Croazia                                                                | 2 – 0                                                                  | Francia                                                                | UEFA Nations League 2024-2025 - Quarti di finale                       | -                                                                      | cap.                                                                   |
| 23-3-2025                                                              | Saint-Denis                                                            | Francia                                                                | 2 – 0 dts (5 – 4 dtr)                                                  | Croazia                                                                | UEFA Nations League 2024-2025 - Quarti di finale                       | -                                                                      | cap. 37’                                                               |
| 5-6-2025                                                               | Stoccarda                                                              | Spagna                                                                 | 5 – 4                                                                  | Francia                                                                | UEFA Nations League 2024-2025 - Semifinale                             | 1                                                                      | cap.                                                                   |
| 8-6-2025                                                               | Stoccarda                                                              | Germania                                                               | 0 – 2                                                                  | Francia                                                                | UEFA Nations League 2024-2025 - Finale 3º posto                        | 1                                                                      | cap.                                                                   |
| Totale                                                                 |                                                                        | Presenze                                                               | 90                                                                     |                                                                        | Reti (3º posto)                                                        | 50                                                                     |                                                                        |

| Cronologia completa delle presenze e delle reti in nazionale ― Francia under 19 | Cronologia completa delle presenze e delle reti in nazionale ― Francia under 19 | Cronologia completa delle presenze e delle reti in nazionale ― Francia under 19 | Cronologia completa delle presenze e delle reti in nazionale ― Francia under 19 | Cronologia completa delle presenze e delle reti in nazionale ― Francia under 19 | Cronologia completa delle presenze e delle reti in nazionale ― Francia under 19 | Cronologia completa delle presenze e delle reti in nazionale ― Francia under 19 | Cronologia completa delle presenze e delle reti in nazionale ― Francia under 19 |
| Data                                                                            | Città                                                                           | In casa                                                                         | Risultato                                                                       | Ospiti                                                                          | Competizione                                                                    | Reti                                                                            | Note                                                                            |
| ------------------------------------------------------------------------------- | ------------------------------------------------------------------------------- | ------------------------------------------------------------------------------- | ------------------------------------------------------------------------------- | ------------------------------------------------------------------------------- | ------------------------------------------------------------------------------- | ------------------------------------------------------------------------------- | ------------------------------------------------------------------------------- |
| 24-3-2016                                                                       | Koprivnica                                                                      | Francia under 19                                                                | 1 – 0                                                                           | Montenegro under 19                                                             | Qual. Europeo Under-19 2016                                                     | -                                                                               | 77’                                                                             |
| 26-3-2016                                                                       | Koprivnica                                                                      | Francia under 19                                                                | 4 – 0                                                                           | Danimarca under 19                                                              | Qual. Europeo Under-19 2016                                                     | 1                                                                               | 62’                                                                             |
| 29-3-2016                                                                       | Kragujevac                                                                      | Serbia under 19                                                                 | 0 – 1                                                                           | Francia under 19                                                                | Qual. Europeo Under-19 2016                                                     | 1                                                                               | 90’                                                                             |
| 12-7-2016                                                                       | Heidenheim an der Brenz                                                         | Francia under 19                                                                | 1 – 2                                                                           | Inghilterra under 19                                                            | Europeo Under-19 2016 - 1º turno                                                | -                                                                               | 60’                                                                             |
| 15-7-2016                                                                       | Aalen                                                                           | Croazia under 19                                                                | 0 – 2                                                                           | Francia under 19                                                                | Europeo Under-19 2016 - 1º turno                                                | 1                                                                               | 89’                                                                             |
| 18-7-2016                                                                       | Aalen                                                                           | Paesi Bassi under 19                                                            | 1 – 5                                                                           | Francia under 19                                                                | Europeo Under-19 2016 - 1º turno                                                | 2                                                                               |                                                                                 |
| 21-7-2016                                                                       | Mannheim                                                                        | Portogallo under 19                                                             | 1 – 3                                                                           | Francia under 19                                                                | Europeo Under-19 2016 - Semifinale                                              | 2                                                                               | 80’                                                                             |
| 24-7-2016                                                                       | Sinsheim                                                                        | Francia under 19                                                                | 4 – 0                                                                           | Italia under 19                                                                 | Europeo Under-19 2016 - Finale                                                  | -                                                                               |                                                                                 |
| 9-11-2016                                                                       | Tbilisi                                                                         | Paesi Bassi under 19                                                            | 1 – 1                                                                           | Francia under 19                                                                | Amichevole                                                                      | -                                                                               | 70’                                                                             |
| 11-11-2016                                                                      | Gori                                                                            | Georgia under 19                                                                | 0 – 4                                                                           | Francia under 19                                                                | Amichevole                                                                      | -                                                                               | 83’                                                                             |
| 14-11-2016                                                                      | Tbilisi                                                                         | Francia under 19                                                                | 0 – 2                                                                           | Spagna under 19                                                                 | Amichevole                                                                      | -                                                                               | 63’                                                                             |
| Totale                                                                          |                                                                                 | Presenze                                                                        | 11                                                                              |                                                                                 | Reti                                                                            | 7                                                                               |                                                                                 |

### Record
- Calciatore ad aver segnato più gol (256) nella storia del Paris Saint-Germain[116].
- Calciatore ad aver segnato più gol (175) con il Paris Saint-Germain in Ligue 1[117].
- Calciatore ad aver segnato più gol (37) con il Paris Saint-Germain nelle coppe nazionali[senza fonte].
- Calciatore ad aver segnato più gol (42) con il Paris Saint-Germain nelle competizioni UEFA per club[senza fonte].
- Unico calciatore insieme a Geoff Hurst ad aver realizzato una tripletta in una finale di un campionato del mondo[118].
- Unico calciatore insieme a Vava, Pelè, Paul Breitner e Zidane ad aver segnato in due finali diverse di un campionato del mondo[118].
- Unico calciatore ad aver vinto per sei stagioni di fila il titolo di capocannoniere della Ligue 1[119].

## Palmarès

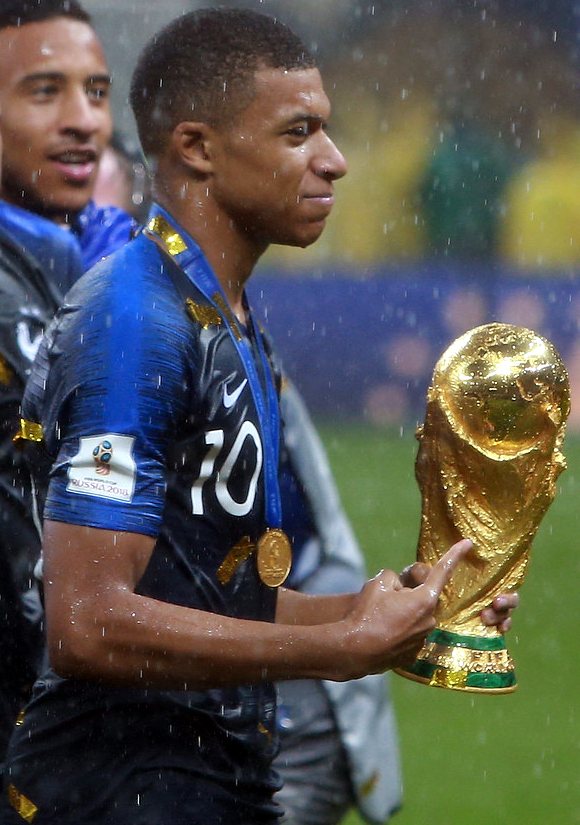
Mbappé mostra la Coppa del Mondo vinta dalla Francia nel 2018

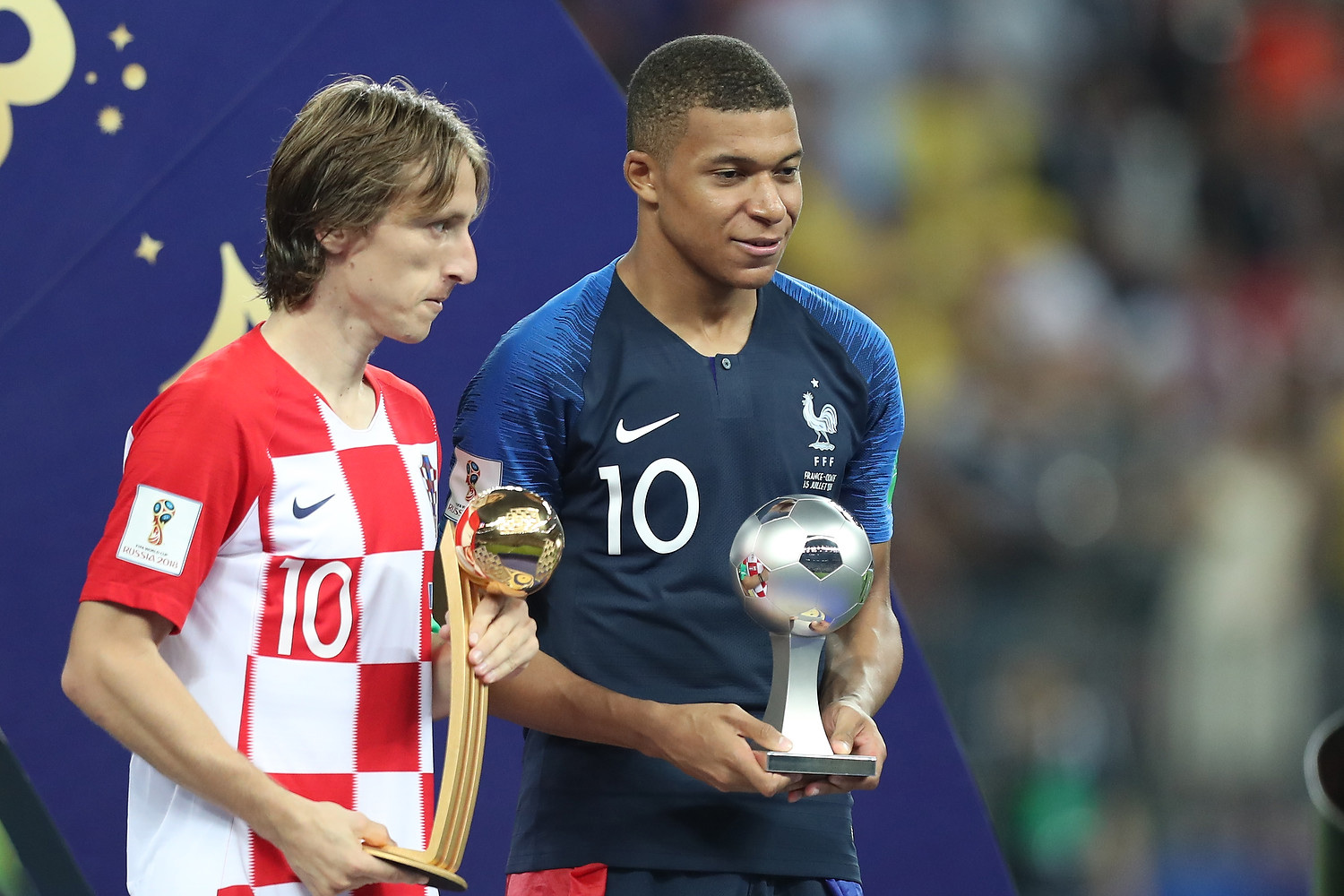
Mbappé (a destra) posa con il premio di miglior giovane del insieme al croato Luka Modrić, premiato come miglior giocatore

### Club

#### Competizioni nazionali
- Campionato francese: 7

Monaco: 2016-2017
Paris Saint-Germain: 2017-2018, 2018-2019, 2019-2020, 2021-2022, 2022-2023, 2023-2024
- Coppa di Lega francese: 2

Paris Saint-Germain: 2017-2018, 2019-2020
- Coppa di Francia: 4

Paris Saint-Germain: 2017-2018, 2019-2020, 2020-2021, 2023-2024
- Supercoppa francese: 4

Paris Saint-Germain: 2018, 2019, 2020, 2023

#### Competizioni internazionali
- Supercoppa UEFA: 1

Real Madrid: 2024
- Coppa Intercontinentale FIFA: 1

Real Madrid: 2024

### Nazionale

#### Competizioni giovanili
- Campionato d'Europa Under-19: 1

Germania 2016

#### Competizioni maggiori
- Campionato mondiale: 1

Russia 2018
- UEFA Nations League: 1

2020-2021

### Individuale
- Squadra della stagione della UEFA Champions League: 4

2016-2017, 2019-2020, 2020-2021, 2021-2022
- European Golden Boy: 1

2017
- Trophées UNFP du football: 8

Miglior giovane della Ligue 1: 2017, 2018, 2019
Miglior giocatore della Ligue 1: 2019, 2021, 2022, 2023, 2024
- Miglior giovane del campionato mondiale: 1

Russia 2018
- All-Star Team del campionato mondiale: 2

Russia 2018, Qatar 2022
- Calciatore francese dell'anno: 3

2018, 2019, 2022
- Squadra dell'anno UEFA: 1

2018
- FIFA FIFPro World XI: 4

2018, 2019, 2022, 2024
- Squadra maschile dell'anno IFFHS: 3

2018, 2021, 2022
- Trofeo Kopa: 1

2018
- Capocannoniere della Ligue 1: 6 (record)

2018-2019 (33 reti), 2019-2020 (18 reti, a pari merito con Wissam Ben Yedder), 2020-2021 (27 reti), 2021-2022 (28 reti) 2022-2023 (29 reti), 2023-2024 (27 reti)
- Capocannoniere della Coppa di Francia: 3

2020-2021 (7 reti), 2021-2022 (5 reti), 2023-2024 (8 reti)
- Capocannoniere della UEFA Champions League: 1

2023-2024 (8 reti, a pari merito con Harry Kane)
- Globe Soccer Awards: 2

Miglior calciatore dell'anno: 2021, 2024
- Scarpa d'oro del campionato mondiale: 1

Qatar 2022 (8 reti)
- Pallone d'argento del campionato mondiale: 1

Qatar 2022
- Miglior marcatore dell'anno IFFHS: 1

2022
- Trofeo Gerd Müller: 1

2024
- Capocannoniere della Liga: 1

2024-2025 (31 gol)
- Scarpa d'oro: 1

2025